# Petra Merkel
 (septembre 2019).
Si vous disposez d'ouvrages ou d'articles de référence ou si vous connaissez des sites web de qualité traitant du thème abordé ici, merci de compléter l'article en donnant les références utiles à sa vérifiabilité et en les liant à la section « Notes et références ».
Petra-Evelyne Merkel, née 18 septembre 1947 à Berlin, est une femme politique allemande, membre du Parti social-démocrate d'Allemagne (SPD).

## Vie et activité professionnelle
À la suite de l'obtention de son certificat d'étude (en allemand : Mittlere Reife) et de l'obtention du diplôme en sciences économiques de la Höhere Wirstschaftschule des Lette-Verein, Petra Merkel a travaillé comme employée de commerce de 1966 à 1969 puis de nouveau à partir de 1979.
Petra Merkel est protestante, divorcée et a une fille.

## Parcours politique
Membre du Parti social-démocrate d'Allemagne (SPD) depuis 1974.

## Députée
De 1981 à 1989, Petra Merkel a été membre du Conseil de l'assemblée de district de Von 1981 bis 1989 gehörte Petra Merkel der Bezirksverordnetenversammlung de Charlottenburg et de 1989 à 2001, membre de la Maison des députés de Berlin. Elle a été dans ce cadre, représente adjointe du groupe de 1994 à 1995 et représente du groupe SPD au sein de la Maison des députés de Berlin de 1995 à 2005.
Elle est depuis 2002 membre du Bundestag ainsi que porte-parole chargé de la représentation du groupe régional berlinois au sein du groupe SPD au Bundestag. Depuis novembre 2005, elle est en outre représentante du groupe SPD au sein de la Commission budgétaire du Bundestag et depuis décembre 2005, membre du comité de direction du groupe au sein de l'hémicycle.
Petra Merkel est élue à l'occasion des élections législatives de 2005 avec 44 % des premières fois, députée du District de Charlottenburg-Wilmersdorf.
Lors des élections fédérales allemandes de 2009, elle a été réélue par 32 % (premières voix) contre son concurrent direct de la CDU Ingo Schmitt. Elle est depuis le 24 novembre 2009 présidente de la Commission des finances du Bundestag.